# غرق إم في كونسبشن
غرق إم في كونسبشن هو حادث غرق سفينة الغوص «إم في كونسبشن» (بالإنجليزية: MV Conception)‏ يوم 2 سبتمبر 2019 الساعة 3 صباحاً قرب ساحل جزيرة سانتا كروز في كاليفورنيا، بالولايات المتحدة الأمريكية، بعد حريق اندلع فيها أثناء نوم 33 راكبا كانوا على متن السفينة (طول السفينة 23 متراً). لقى 34 شخصاً مصرعهم في الحريق كلهم من الركاب ما عدا فرد واحد من أفراد طاقم السفينة الستة، وكان أغلب الضحايا من كاليفورنيا ويُعتقد أن كان بينهم أيضاً زوجين هنديين. كان أفراد الطاقم الخمسة الآخرين مستيقظين ليلا حينما اندلع الحريق، فتمكنوا من النجاة من الموت المحقق بإلقاء أنفسهم في الماء حيث تم التقاطهم لاحقاُ بواسطة سفينة كانت قريبة.
أطلق حرس السواحل الأمريكي عملية بحث وانتشال لجثث القتلى، وتم جمع الحمض النووي (DNA) من أقارب الضحايا لتحديد هوية جثث القتلى.
كانت السفينة في رحلة غوص منظمة لمدة ثلاثة أيام بمناسبة عطلة «يوم العمال» في الولايات المتحدة.
دُشنت السفينة عام 1981م، وكان يمكن تأجيرها لتنظيم رحلات الغوص الترفيهي.

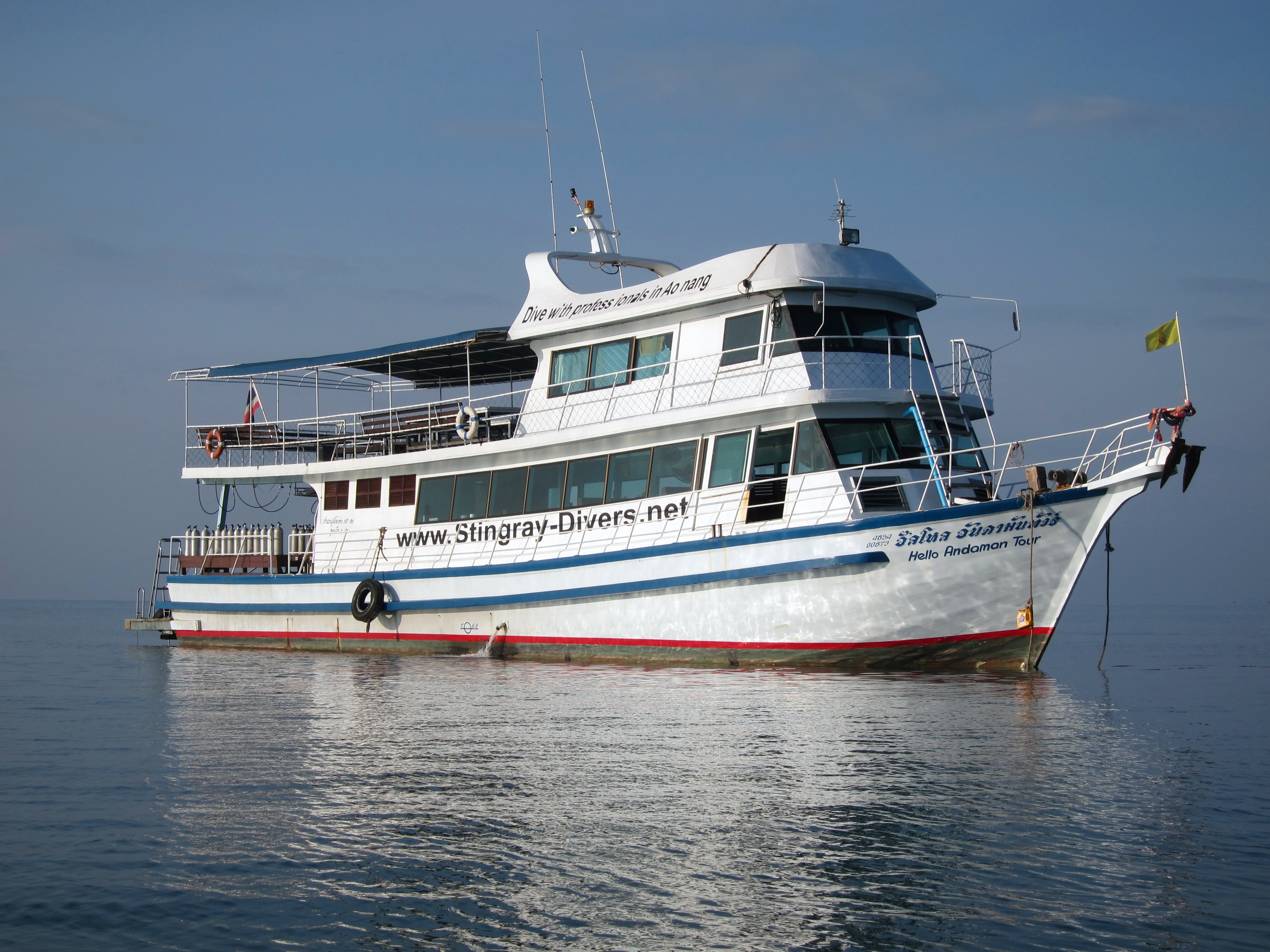
صورة لسفينة مشابهة بنفس التصميم.